# Sylvain (évêque d'Émèse)
Pour les articles homonymes, voir Saint Sylvain et Sylvain.
Sylvain est un évêque d'Émèse (Homs) devenu martyr le 6 février 313.
Maximin II Daïa encourage la persécution des chrétiens. Le gouverneur de la province arrête l'évêque Sylvain avec son diacre Luc et son lecteur Mocius. Il les fait fouetter.  Ils ne renient pas leur foi. Le gouverneur les laisse souffrir  de la faim, puis les livre aux bêtes. Les chrétiens les enterrèrent durant la nuit. Le martyrologe romain, marque leur fête le 6 de février.